# 1976年後美國少年死刑犯列表
本表列出1976年後的美國少年死刑犯名單。這份名單列出的是「犯案時未達法定成年年齡，尚為青少年」的死刑犯。美國曾在1972年一度廢除死刑，但後來又在1976年恢復這個制度。當時美國最高法院宣告各州的死刑法規違憲，卻引來國會和35個州議會抵制，重修死刑法規，1976年獲最高法院認同，美國再度有了死刑制度。
美國在1976年後死刑法規雖仍有改變（2002年，將智能障礙者處死為違憲），但終止處死少年犯卻一直要等到2005年的羅珀訴西蒙斯案（Roper v. Simmons），最高法院宣布處死少年犯為違憲為止。在1976年至2005年間，美國一共處死了22名少年犯，而且這22人都是男生。其中21位是在17歲時犯罪，只有肖恩·塞勒斯（Sean Sellers）的犯罪年齡是16歲。
美國最早在1642年就有處死少年犯的案例，當時美國還是英國的十三州殖民地。1642年，16歲的托马斯·格朗格（Thomas Graunger）因獸交罪被判死刑，在普利茅斯殖民地被處死。1786年12月20日，美國絞死獨立以來所處死年紀最小的罪犯，漢娜·阿庫希，被處死時年僅12歲。19世紀時的美國法官大多不願處死14歲以下的少年犯，但還是有兩名年幼少年犯。其中一名黑人少年犯沒有在史書上留下名字，另一名是詹姆斯·亞森，犯案時年僅10歲。到了20世紀時，美國已經很少有年幼的少年死刑犯，此時年紀最小的少年死刑犯是小福琼·弗格森（Fortune Ferguson, Jr.），被處決時只有13歲；其次是喬治·史丁尼，死亡時只有14歲。而其他93%的少年死刑犯犯罪時是16歲或17歲。
從這些死刑記錄可以發現，非洲裔美國人佔少年死刑犯的大多數，殖民地和獨立後300多年來，有三分之二的少年死刑犯是黑人，而且越往南方的州份所佔的比例越重。從罪名來看，80%因謀殺罪被處死，其餘是因強暴或強暴未遂被處死。
2005年，美國最高法院以5-4票確定依據憲法第八修正案，對犯罪時未滿18歲的罪犯判處死刑為違憲。終結美國處決少年犯的歷史。

## 名單
| 編號 | 日期           | 姓名                       | 處刑 年齡 | 犯案 年齡 | 種族   | 性別 | 州份         | 刑罰     | 來源   |
| ---- | -------------- | -------------------------- | --------- | --------- | ------ | ---- | ------------ | -------- | ------ |
| 1    | 1985年9月11日  | Charles Francis·Rumbaugh   | 28        | 17        | 白人   | 男   | 得克薩斯州   | 注射死刑 | [ 9 ]  |
| 2    | 1986年1月10日  | James Terry·Roach          | 25        | 17        | 白人   | 男   | 南卡羅來納州 | 電椅死刑 | [ 10 ] |
| 3    | 1986年5月15日  | Jay Kelly·Pinkerton        | 24        | 17        | 白人   | 男   | 得克薩斯州   | 注射死刑 | [ 11 ] |
| 4    | 1990年5月18日  | 道爾頓·普雷讓              | 30        | 17        | 黑人   | 男   | 路易斯安那州 | 電椅死刑 | [ 12 ] |
| 5    | 1992年2月11日  | 強尼·蓋瑞特                | 28        | 17        | 白人   | 男   | 得克薩斯州   | 注射死刑 | [ 13 ] |
| 6    | 1993年7月1日   | Curtis Paul·Harris         | 31        | 17        | 黑人   | 男   | 得克薩斯州   | 注射死刑 | [ 14 ] |
| 7    | 1993年7月28日  | Frederick·Lasley           | 29        | 17        | 黑人   | 男   | 密蘇里州     | 注射死刑 | [ 15 ] |
| 8    | 1993年8月24日  | Ruben Montoya·Cantu        | 26        | 17        | 拉美裔 | 男   | 得克薩斯州   | 注射死刑 | [ 16 ] |
| 9    | 1993年12月7日  | Christopher·Burger         | 33        | 17        | 白人   | 男   | 佐治亞州     | 電椅死刑 | [ 17 ] |
| 10   | 1998年4月24日  | Joseph John·Cannon         | 38        | 17        | 白人   | 男   | 得克薩斯州   | 注射死刑 | [ 18 ] |
| 11   | 1998年5月18日  | Robert Anthony·Carter      | 34        | 17        | 黑人   | 男   | 得克薩斯州   | 注射死刑 | [ 19 ] |
| 12   | 1998年10月14日 | Dwayne Allen·Wright        | 24        | 17        | 黑人   | 男   | 弗吉尼亞州   | 注射死刑 | [ 20 ] |
| 13   | 1999年2月4日   | Sean Richard·Sellers       | 29        | 16        | 白人   | 男   | 俄克拉何馬州 | 注射死刑 | [ 21 ] |
| 14   | 2000年1月10日  | Douglas Christopher·Thomas | 26        | 17        | 白人   | 男   | 弗吉尼亞州   | 注射死刑 | [ 22 ] |
| 15   | 2000年1月13日  | Steve Edward·Roach         | 23        | 17        | 白人   | 男   | 弗吉尼亞州   | 注射死刑 | [ 23 ] |
| 16   | 2000年1月25日  | Glen Charles·McGinnis      | 27        | 17        | 黑人   | 男   | 得克薩斯州   | 注射死刑 | [ 24 ] |
| 17   | 2000年6月22日  | Gary Lee·Graham            | 36        | 17        | 黑人   | 男   | 得克薩斯州   | 注射死刑 | [ 25 ] |
| 18   | 2001年10月22日 | Gerald Lee·Mitchell        | 33        | 17        | 黑人   | 男   | 得克薩斯州   | 注射死刑 | [ 26 ] |
| 19   | 2002年5月28日  | 拿破崙·比斯利              | 25        | 17        | 黑人   | 男   | 得克薩斯州   | 注射死刑 | [ 27 ] |
| 20   | 2002年8月8日   | T. J.·Jones                | 25        | 17        | 黑人   | 男   | 得克薩斯州   | 注射死刑 | [ 28 ] |
| 21   | 2002年8月28日  | Toronto Markkey·Patterson  | 24        | 17        | 黑人   | 男   | 得克薩斯州   | 注射死刑 | [ 29 ] |
| 22   | 2003年4月3日   | 斯科特·海恩                | 32        | 17        | 白人   | 男   | 俄克拉何馬州 | 注射死刑 | [ 30 ] |